# 貝利半島
貝利半島是南極洲的半島，位於威爾克斯地，長2.6公里、寬1.5公里，澳大利亞在該半島設立凱西站，該半島現時由南極條約體系管理。
66°17′S 110°31′E / 66.283°S 110.517°E